# Carola Lichey

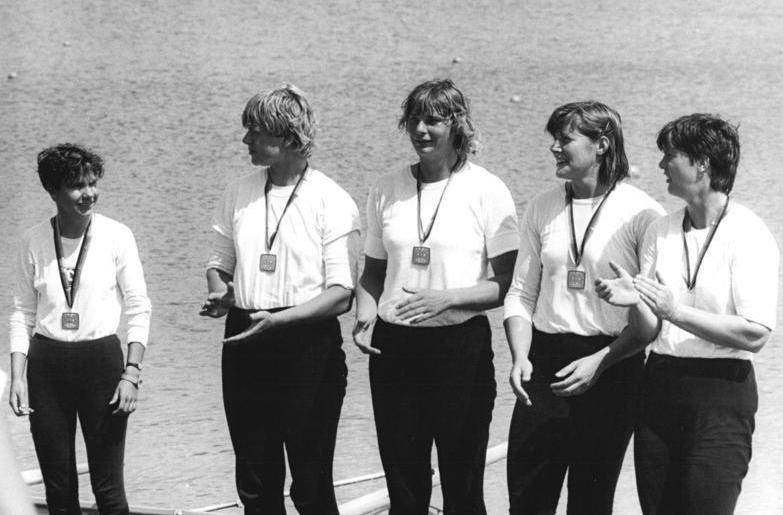
Der DDR-Meister im Vierer mit Steuerfrau von 1985 von rechts nach links: Carola Lichey, Steffi Götzelt, Jutta Abromeit, Kerstin Spittler und Steuerfrau Daniela Neunast

Carola Lichey (* 30. März 1961) ist eine ehemalige Ruderin aus der Deutschen Demokratischen Republik.
Carola Lichey startete für die SG Dynamo Potsdam. 1978 war sie Juniorenweltmeisterin mit dem Achter, im Jahr darauf wurde sie mit Christiane Dornbusch Vierte im Zweier ohne Steuerfrau. 1982 belegte sie zusammen mit Kerstin Spittler den zweiten Platz bei den DDR-Meisterschaften im Zweier ohne.
1983 gewann Lichey ihren ersten DDR-Meistertitel im Achter, 1986 und 1987 folgten zwei weitere Titel in dieser Bootsklasse. Bei den Ruder-Weltmeisterschaften 1983 gewann Lichey mit dem Achter die Bronzemedaille. Mit dem Vierer siegte Lichey 1985 sowohl bei den DDR-Meisterschaften als auch bei den Weltmeisterschaften. 1986 saß Lichey im DDR-Vierer und gewann bei den Weltmeisterschaften Silber hinter dem rumänischen Boot. 1987 belegte sie mit dem Achter den vierten Platz.